# Chantal Broquet
Pour les articles homonymes, voir Broquet (homonymie).
Chantal Broquet est une actrice française née en 1953.

## Biographie
Chantal Broquet fait toute sa carrière dans le cinéma d'exploitation qui mêle le plus souvent horreur et érotisme. Elle tourne pour notamment pour Pierre Chevalier, Claude Pierson  et pour Jess Franco. Elle apparaît aux côtés d'actrices comme Sandra Julien, Gilda Arancio ou encore Lina Romay et partage par dix fois l'écran avec sa sœur Alice Arno. Le plus souvent cantonnée à des rôles secondaires, elle se retire en 1975 après l'arrivée du porno « hardcore ».

## Filmographie
- 1968 :  Nathalie, l'amour s'éveille de Pierre Chevalier ;
- 1969 :  Trafic de filles (ou La Punition) de Jean Maley ;
- 1971 :  Femme mariée cherche jeune homme (ou Señora casada necesita joven bien dotado) de Juan Xiol ;
- 1972 :  Lâchez les chiennes de Bernard Launois ;
- 1972 :  Justine de Sade de Claude Pierson  ;
- 1973 :  Maciste contre la reine des Amazones de Jesús Franco ;
- 1973 :  Les Gloutonnes (ou Les Exploits érotiques de Maciste dans l'Atlantide) de Jesús Franco : Purpure ;
- 1973 : Le Miroir obscène (Al otro lado del espejo) de Jesús Franco : Angela (non créditée)
- 1973 :  Pigalle carrefour des illusions de Pierre Chevalier : (non crédité) ;
- 1973 :  Les Gourmandines de Guy Pérol ;
- 1974 :  Hommes de joie pour femmes vicieuses  de Pierre Chevalier ;
- 1975 :  La Dévoreuse de André Teisseire  ;
- 1975 :  Les Orgies du Golden Saloon (ou Les Filles du Golden Saloon) de Gilbert Roussel .